# Jezioro Runowskie
Jezioro Runowskie – jezioro w woj. kujawsko-pomorskim, w powiecie sępoleńskim, w gminie Więcbork, leżące na terenie Pojezierza Południowokrajeńskiego.

## Dane morfometryczne
Powierzchnia zwierciadła wody wynosi 53,9 ha.
Zwierciadło wody położone jest na wysokości 105,3 m n.p.m. Średnia głębokość jeziora wynosi 2,4 m, natomiast głębokość maksymalna 4,3 m.
Na podstawie badań przeprowadzonych w 2006 roku wody jeziora zaliczono do III klasy czystości i w kategorii podatności na degradację, określono je jako poza kategorią.

## Hydronimia
Według urzędowego spisu opracowanego przez Komisję Nazw Miejscowości i Obiektów Fizjograficznych (KNMiOF) nazwa tego jeziora to Jezioro Runowskie. W różnych publikacjach i na mapach topograficznych jezioro to występuje pod nazwą Runowskie Duże.